# Pierre Jean Édouard Desor
Pierre Jean Édouard Desor, mais conhecido como Édouard Desor, (Friedrichsdorf, 13 de fevereiro de 1811 - Nice, 23 de fevereiro de 1882) foi um zoólogo, geólogo, historiador da pré-historia e alpinista suíço de origem francesa.

## Biografia
Protestante, originalmente de Marsillargues, de Languedoc e Ponts-de-Martel (1859). Filho de Jean, fabricante, não se casou. Começou a estudar Direito na Universidade de Giessen e depois na de Heidelberg, envolveu-se no movimento liberal. Após sua participação no proibido Hambacher Fest de 1832, ele se exilou em Paris, onde descobriu as ciências naturais. Depois de casos de amor, ele fugiu de Paris para a Suíça.
Em Neuchâtel, foi contratado como secretário particular por Louis Agassiz (1807-1873), e rapidamente tornou-se um colaborador científico, depois amigo e confidente. Ele também encontrará Carl Vogt (1817-1895) e Amanz Gressly (1814-1865). Foi com Agassiz que Desor treinou e se tornou um cientista renomado. Quando parte para os Estados Unidos, Desor se junta a ele, após um desvio na Escandinávia, onde foi designado para estudar o fenômeno errático nos países nórdicos.
Desor trabalha com fauna marinha e está particularmente interessado em nemertes. Retornando a Neuchâtel em 1852 após uma briga de grandes proporções com seu ex-mestre Agassiz, ele ensinou geologia e herdou a grande fortuna de seu irmão. Sua residência em Neuchâtel era a residência de verão de muitos cientistas, poetas, artistas e intelectuais. O retorno de Desor também deu novo ímpeto à Société des sciences naturelles de Neuchâtel, minada tanto pela saída de seu fundador e força motriz, Louis Agassiz, quanto pela revolução de Neuchâtel de 1º de março de 1848.
Foi em Neuchâtel que Desor se interessou pela arqueologia pré - histórica e, mais particularmente à civilização lacustre. Já se interessara por arqueologia durante sua estada na Escandinávia em 1847, onde conheceu Thomsen e Nilsson e foi seduzido por suas teorias. Mobilizando sua atenção científica sobre a pré-história nascente, ele organizou, com Gabriel de Mortillet e de forma relativamente discreta, o primeiro Congresso Internacional de Pré-história, em Neuchâtel, em 1866, cujo nome final seria adotado em 1867 em Paris: “Congrès international d'anthropologie et d'archéologie préhistoriques"- um corpo que vai desempenhar um papel significativo no desenvolvimento da pesquisa pré-histórica.
Uma coleção de arquivo é mantida nos Arquivos do Estado de Neuchâtel, que contém principalmente correspondência trocada entre personagens de Neuchâtel e do exterior, incluindo Louis Agassiz, Auguste Bachelin, Numa Droz, Louis Favre, Auguste Quiquerez, etc. O inventário desta coleção pode ser encontrado no portal dos arquivos de Neuchâtel. Quanto aos arquivos mantidos na Biblioteca Pública e Universitária de Neuchâtel, além do diário mantido por Édouard Desor entre 1811 e 1881, há notavelmente muitos manuscritos, bem como documentos relativos ao irmão de Édouard Desor, David Frédéric Desor. (diz Fritz), e para a casa de Combe Varin, que ele deixou como herança.
Édouard Desor está sepultado no Cimetière du Château, em Nice.

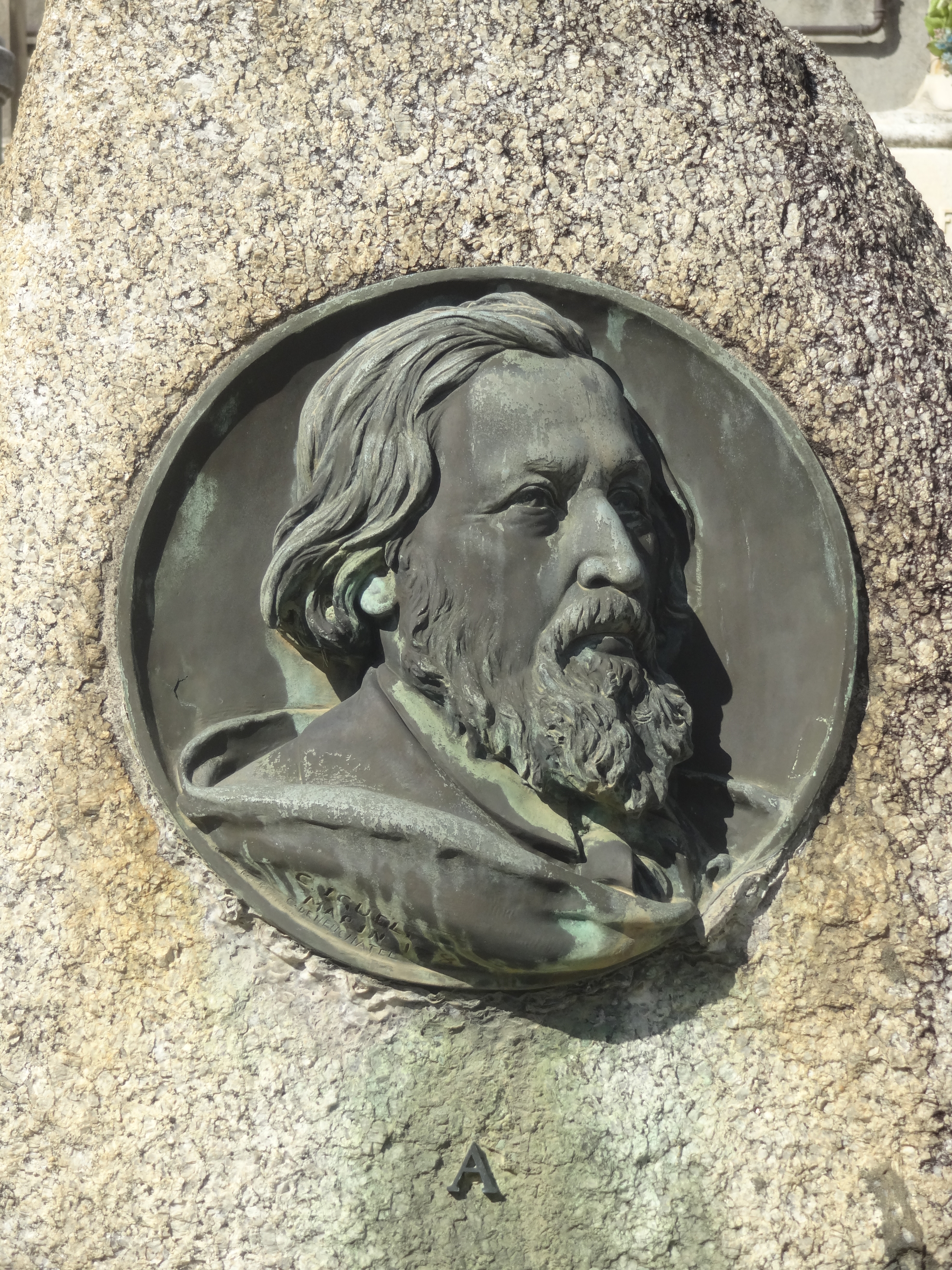
Nice - Cemitério do Castelo - Sepultura de Pierre Jean Edouard Desor - Medalhão de bronze por C. Icueli Marini

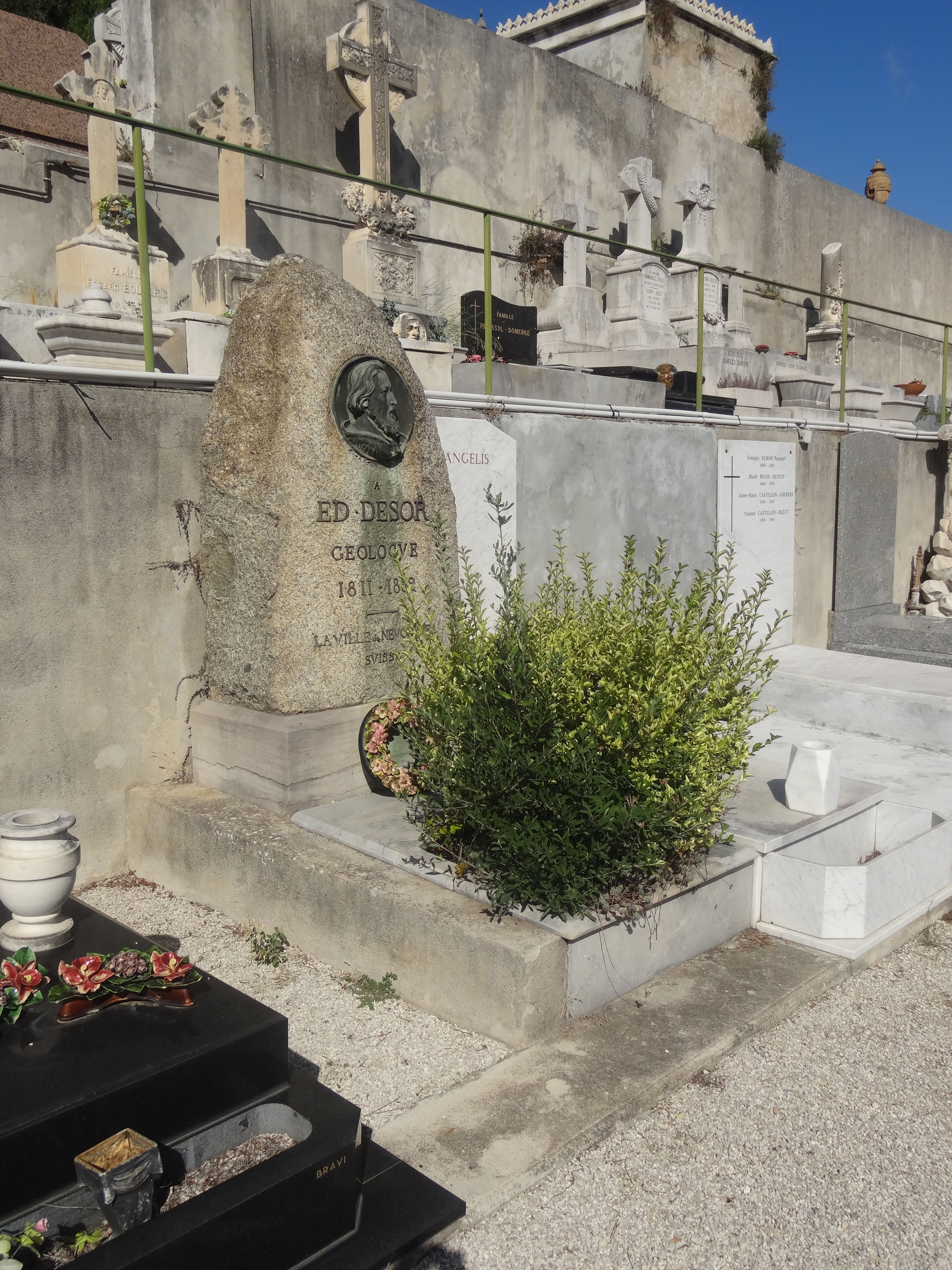
Nice - Cemitério do Castelo - Sepultura de Pierre Jean Edouard Desor

## Montanhismo
Édouard Desor explorou as geleiras dos Alpes Berneses. Em 1841 ele fez a quarta subida do Jungfrau e, no ano seguinte, completou a primeira subida do Lauteraarhorn. Em 1844 ele escalou o Rosenhorn (3689 metros) e no ano seguinte fez a segunda subida do Wetterhorn .

## Publicações
- Sinopse do fóssil Echinoids (1858)
- Aus Sahara und Atlas (Leipzig, 1865)
- Der Gebirgsbau der Alpen (1865)
- Die Pfahlbauten des Neuenburger Sees (1866)
- Ecinologia Helvética (2 vols., Paris, 1868-1873, com Perceval de Loriol )
- A bela Idade do Bronze lacustre (1874)
- A paisagem da Moraine (1875)
- Os Palafittes ou construções do lago do Lago Neuchâtel (1865)